# 埼玉県道201号岩田樋口停車場線

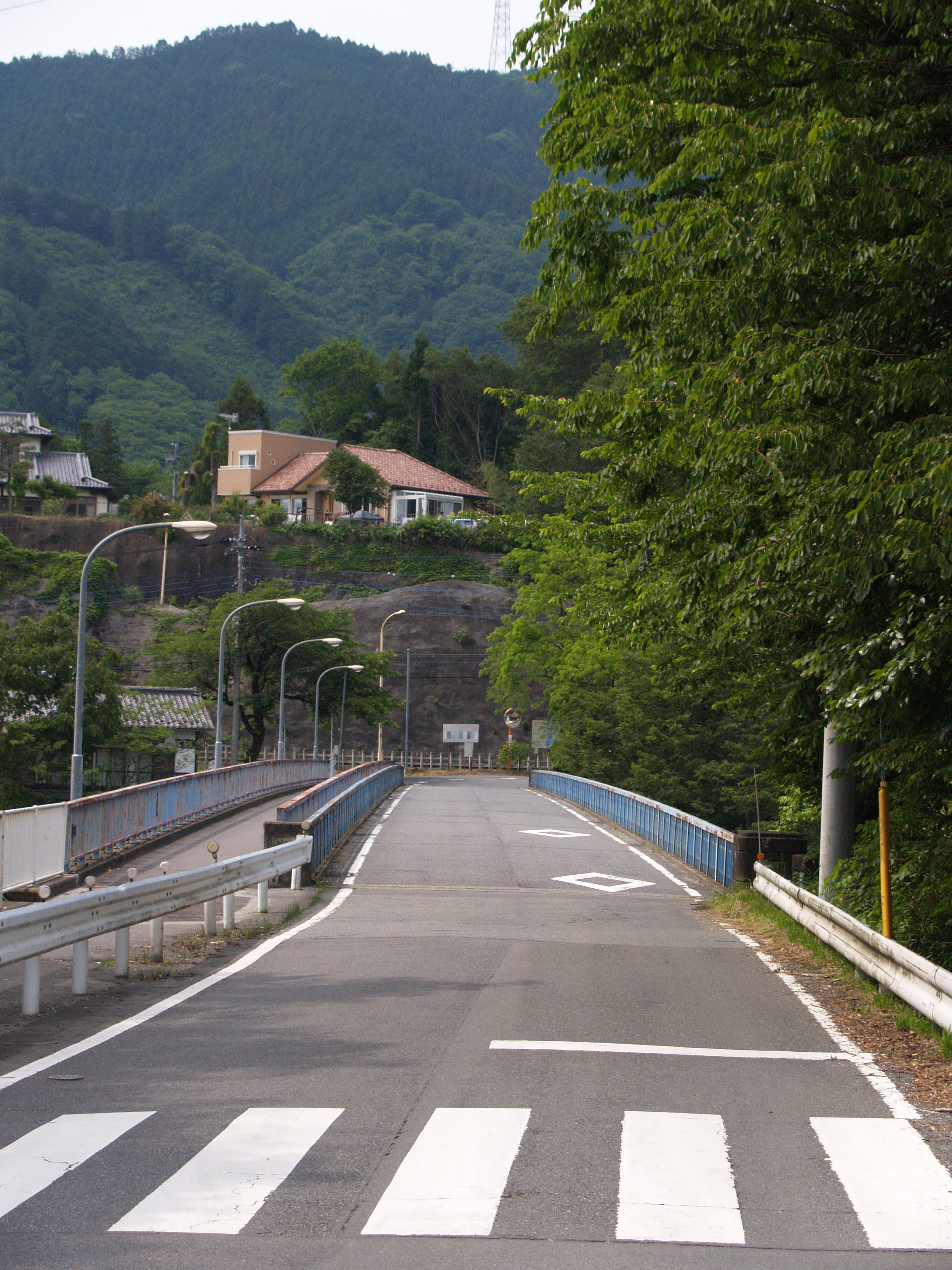
埼玉県道201号（樋口駅東側の白鳥橋、2012年6月）

埼玉県道201号岩田樋口停車場号線（さいたまけんどう201ごう いわたひぐちていしゃじょうせん）は、埼玉県秩父郡長瀞町内に設定されている県道である。

## 路線概要
- 起点：長瀞町大字岩田（埼玉県道82号長瀞玉淀自然公園線交点）
- 終点：樋口停車場（国道140号交点）
- 総距離：511m

## 通過する自治体
- 埼玉県
  - 秩父郡長瀞町

## 接続・交差する主な道路
- 埼玉県道82号長瀞玉淀自然公園線
- 国道140号

## 沿線
- 道光寺（長瀞七草寺）
- 岩田の大岩
- 荒川
- 野上下郷石塔婆
- 秩父鉄道秩父本線 樋口駅